# Saint-Pierre-de-l'Île-d'Orléans
Pour les articles homonymes, voir Saint-Pierre.
Saint-Pierre-de-l'Île-d'Orléans est une municipalité du Québec située dans la MRC de l'Île-d'Orléans dans la région administrative de la Capitale-Nationale. Elle est le point d'arrivée insulaire du pont de l'île d'Orléans.

## Histoire
La municipalité fait partie de l'ancienne seigneurie de l'Île-d'Orléans consédée à Jacques Castillon par la compagnie de la Nouvelle-France, le 15 janvier 1636.
Félix Leclerc y résida de 1958 à sa mort, le 8 août 1988. Un monument en sa mémoire a été érigé au cimetière de la localité.

## Patrimoine

### Monuments historiques
L'église érigée entre 1717 et 1719, et qui est la plus vieille de l'île, a été classée monument historique en 1958. Onze œuvres d'art classées à l'inventaire des biens culturels y sont conservées. Le cimetière attenant, entouré d'un muret de pierre, est également classé.
Cette église est fermée au culte depuis 1954, date à laquelle une autre église, plus vaste, a été construite à proximité.

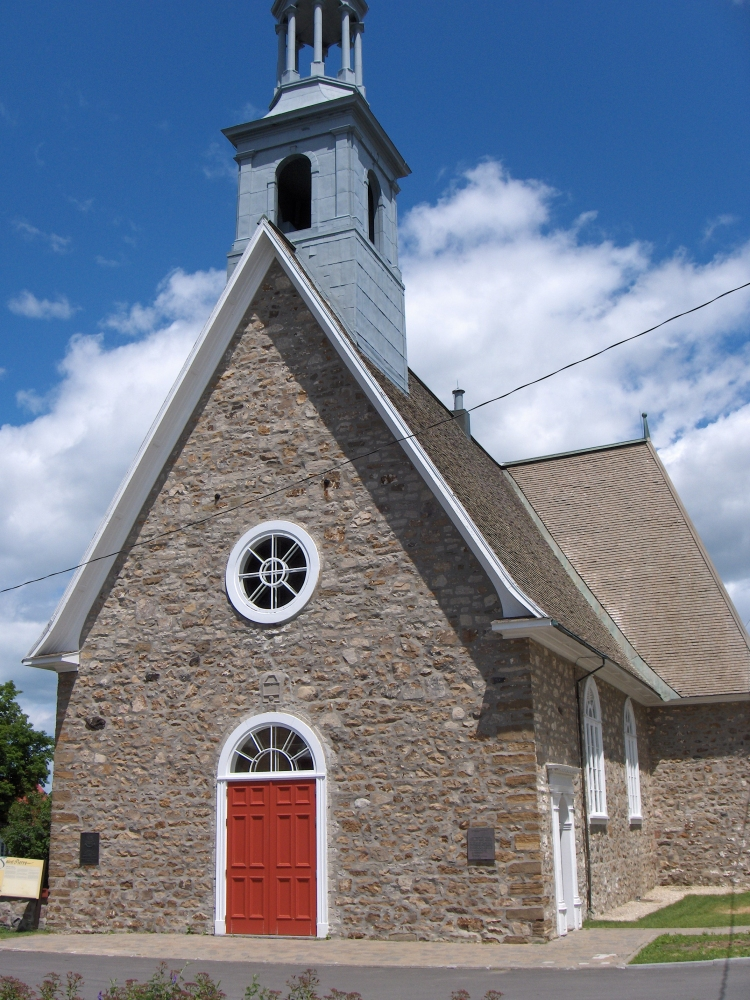
Église de Saint-Pierre-de-l'Île-d'Orléans
la plus vieille église de l'île (1717)

## Géographie
À partir de son crénon, dans le sud de la municipalité, la rivière Maheu coule vers le nord-est.
À partir de son crénon, dans le nord-est, la rivière du Moulin coule vers le nord-est jusqu'à son embouchure dans l'estuaire du Saint-Laurent.
La rivière Pot au Beurre traverse la limite nord-est de la municipalité en coulant vers le nord.

## Démographie
| 1996  | 2001  | 2006  | 2011  | 2016  | 2021  |
| ----- | ----- | ----- | ----- | ----- | ----- |
| 1 982 | 1 891 | 1 816 | 1 789 | 1 993 | 1 743 |

## Administration
Les élections municipales se font en bloc pour le maire et les six conseillers.
| Saint-Pierre-de-l'Île-d'Orléans Maires depuis 2003                                                                   |                  |         |          |
| Élection | Maire            | Qualité | Résultat |
| 2003 | Roger Deblois    |         | Voir     |
| 2005 | Roger Deblois    | Voir    |          |
| 2009 | Jacques Trudel   |         | Voir     |
| 2013 | Sylvain Bergeron |         | Voir     |
| 2017 | Sylvain Bergeron | Voir    |          |
| 2021 | Sylvain Bergeron | Voir    |          |
| Élection partielle en italique Depuis 2005, les élections sont simultanées dans toutes les municipalités québécoises |                  |         |          |

## Galerie photographique

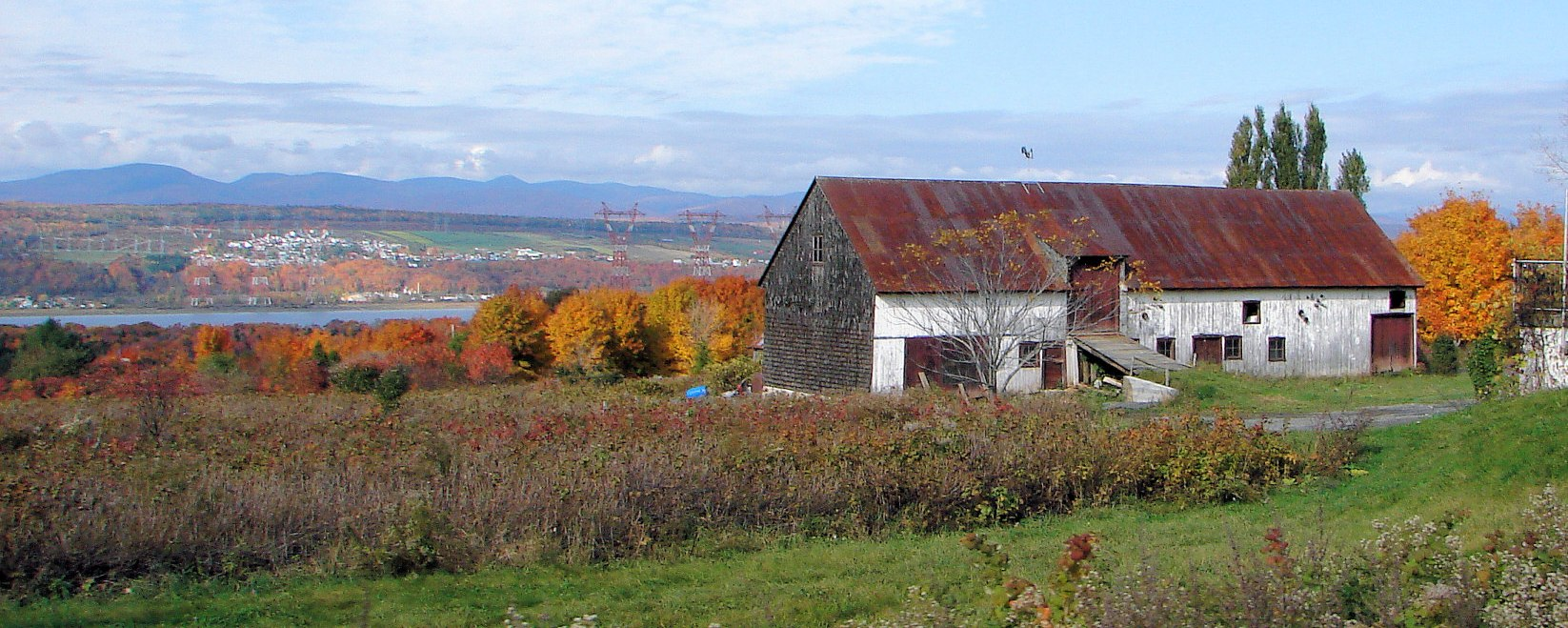
Saint-Pierre-de-l'Île-d'Orléans.